# Рось (озеро)
Рось (пол. Roś) — озеро в Польщі на території Вармінсько-Мазурського воєводства. Площа водного дзеркала становить 18,88 км². Розташоване на висоті 115 м над рівнем моря. Середня глибина 8 м, а максимальна 31,8 м. Максимальна довжина 11,4 км.
| Польща | Це незавершена стаття з географії Польщі. Ви можете допомогти проєкту, виправивши або дописавши її. |